# Patrik Järbyn
Patrik Järbyn, né le 16 avril 1969 à Borås, est skieur alpin suédois actif de 1993 à 2012. Devenu un spécialiste de la vitesse au cours de sa carrière, il remporte notamment deux médailles aux Championnats du monde en individuel, prend part à cinq éditions des Jeux olympiques et monte sur trois podiums dans la Coupe du monde, dont son dernier à 39 ans, un record.

## Biographie
Membre du club d'Åre, il fait ses débuts dans l'équipe nationale sénior lors de la saison 1992-1993. Pour ses débuts dans la Coupe du monde, il est 27e du super G de Val d'Isère, puis septième du super G de Bad Kleinkirchheim sur sa prochaine sortie. En mars 1993, il réalise une performance encore meilleure avec une quatrième place au super G de Kvitfjell, après avoir marqué des points aussi en descente, slalom géant et combiné. En 1994, malgré son absence dans le top dix en Coupe du monde, il se qualifie pour ses premiers jeux olympiques à Lillehammer, où il est au mieux 18e en super G.
En 1995-1996, de retour dans le top, Järbyn décroche sa première récompense majeure en devenant vice-champion du monde du super G, derrière Atle Skårdal à Sierra Nevada.
En 1997-1998, après une saison sans résultat significatif, il finit deux fois dans le top dix à Schladming en super G, puis s'illustre aux Jeux olympiques de Nagano, où il termine sixième du super G et dixième de la descente notamment.
Il obtient son premier podium rn Coupe du monde en mars 1998 en terminant deuxième du super G de Kvitfjell.
Il est le plus vieux skieur à être monté sur podium à l'âge de 39 ans et 8 mois le 19 décembre 2008 à Val Gardena.
Il est aussi le plus vieux coureur à courir en coupe du monde et à pouvoir se qualifier aux Jeux olympiques d'hiver de 2010 à presque 41 ans. Au Canada, Järbyn participait à ses cinquièmes Jeux (Lillehammer, Nagano, Salt Lake City, Turin) à l'âge de 40 ans et 10 mois. En 2011, malgré sa chute aux Jeux olympiques de Vancouver et à près de 42 ans, il court toujours et termine encore septième à deux reprises.
Victime d'une violente chute sur une bosse à quelques portes de la ligne d'arrivée du Super G des Jeux olympiques de Vancouver en 2010, il est victime d'une commotion cérébrale et de brûlures au visage. Järbyn est l'un des skieurs les plus appréciés par ses adversaires.

## Palmarès

### Jeux olympiques
Il n'a jamais été médaillé mais a participé à toutes les éditions des Jeux olympiques entre 1994 et 2010.
| Épreuve / Édition      | Descente | Super G | Slalom géant |
| JO 1994 Lillehammer    | 34e      | 18e     | —            |
| JO 1998 Nagano         | 10e      | 6e      | 21e          |
| JO 2002 Salt Lake City | 18e      | 11e     | 24e          |
| JO 2006 Turin          | 33e      | 24e     | —            |
| JO 2010 Vancouver      | 29e      | Abandon | —            |

Légende :
- — : Il n'a pas participé à cette épreuve

### Championnats du monde
| Épreuve / Édition | Shizukuishi 1993 | Sierra Nevada 1996 | Sestrières 1997 | Vail/Beaver Creek 1999 | Saint-Moritz 2003 | Bormio 2005 | Åre 2007 | Val d'Isère 2009 | Garmisch-Partenkirchen 2011 |
| Descente          |                  | 24e                | 26e             | 10e                    |                   | 32e         | Bronze   |                  | Abandon                     |
| Super G           |                  | Argent             | 19e             | 15e                    | 20e               | 26e         | 17e      | Abandon          | 23e                         |
| Slalom géant      | 26e              | Abandon            | Abandon         | 15e                    |                   |             |          |                  |                             |
| Combiné           |                  | 24e                |                 | 14e                    |                   | 21e         |          |                  |                             |
| Par équipes       |                  |                    |                 |                        |                   |             | Argent   |                  |                             |

### Coupe du monde
- Meilleur classement général : 22e en 1999.
- 3 podiums (tous en super G).

#### Classements détaillés
| Saison/Classement | Général | Descente | Super G | Slalom géant | Combiné |
| Saison/Classement | Class.  | Class.   | Class.  | Class.       | Class.  |
| ----------------- | ------- | -------- | ------- | ------------ | ------- |
| 1993              | 60e     | 52e      | 15e     | -            | 26e     |
| 1994              | 117e    | 52e      | 45e     | -            | -       |
| 1995              | 86e     | -        | 28e     | -            | -       |
| 1996              | 52e     | 69e      | 19e     | -            | 6e      |
| 1997              | 116e    | -        | 40e     | -            | -       |
| 1998              | 20e     | 33e      | 4e      | 48e          | 12e     |
| 1999              | 20e     | 12e      | 21e     | 25e          | 16e     |
| 2000              | 37e     | 17e      | 26e     | -            | 13e     |
| 2002              | 55e     | 30e      | 20e     | -            | -       |
| 2003              | 86e     | 47e      | 26e     | -            | -       |
| 2004              | 24e     | 19e      | 12e     | -            | 15e     |
| 2005              | 20e     | 29e      | 23e     | -            | 17e     |
| 2006              | 57e     | 35e      | 24e     | -            | -       |
| 2007              | 55e     | 35e      | 19e     | -            | -       |
| 2009              | 64e     | 36e      | 19e     | -            | -       |
| 2010              | 58e     | 24e      | 27e     | -            | -       |
| 2011              | 69e     | 33e      | 23e     | -            | -       |
| 2012              | 138e    | 50e      | -       | -            | -       |

### Arlberg-Kandahar
- Meilleur résultat : 39e place dans la descente 1993 à Garmisch.

### Coupe d'Europe
- 2 victoires.

### Championnats de Suède
- Vainqueur du slalom géant en 1995, 2000 et 2003.
- Vainqueur de la descente en 1997.